# Colin Thurton
Colin Evandale Thurton (* 28. April 1943 in Belize City) ist ein ehemaliger belizischer Leichtathlet.
Er nahm für die damalige Kolonie British Honduras an den British Empire and Commonwealth Games 1966 in Kingston, Jamaika, teil, sowie an den Olympischen Sommerspielen 1968 in Mexiko und den Olympischen Sommerspielen 1976 in Montreal. In den Wettbewerben über 200 m, sowie 100 m und 200 m schied er in den Vorläufen aus.